# Kreisgericht Schlawe
Das Kreisgericht Schlawe war ein preußisches Kreisgericht in der damaligen Provinz Pommern mit Sitz in der Stadt Schlawe.

## Geschichte
In Bezirk des Kreisgerichts Schlawe bestanden bis 1849 das königliche Stadtgericht Schlawe sowie viele Patrimonialgerichte.
1849 wurden in Preußen einheitlich Kreisgerichte geschaffen. Hierbei wurde die Patrimonialgerichtsbarkeit abgeschafft und die Patrimonialgerichte wurden aufgehoben. Auch die eingangs genannten Gerichte wurden aufgehoben und es entstand das Königliche Kreisgericht Schlawe im Sprengel des Appellationsgerichts Cöslin. Es war für den größten Teil des Kreises Schlawe und Teile des Kreises Rummelsburg zuständig.
Zuständiges Schwurgericht war das Kreisgericht Stolp. Am Gericht waren 1870 ein Direktor und neun Kreisrichter eingesetzt. 1870 betrug die Zahl der Gerichtseingesessenen 73.906. Eine Gerichtsdeputation bestand in Rügenwalde, eine Gerichtskommissionen bestand in Pollnow.
Im Rahmen der Reichsjustizgesetze wurde das Gerichtswesen in Deutschland 1879 vereinheitlicht. Damit wurde das Kreisgericht Schlawe aufgehoben und das königlich preußische Amtsgericht Schlawe mit Wirkung zum 1. Oktober 1879 als eines von sieben Amtsgerichten im Bezirk des Landgerichtes Stolp als Nachfolger gebildet.  Auch die Gerichtsdeputation/kommissionen wurden in Amtsgerichte (Amtsgericht Rügenwalde und Amtsgericht Pollnow) umgewandelt.